# روابط ارمنستان و سوریه
روابط سوریه-ارمنستان و سوریه روابط خارجی بین ارمنستان و سوریه است. ارمنستان سفارتی در دمشق و کنسولگری ای در حلب دارد. سوریه در ۱۹۹۷ در ایروان سفارتی گشود. فاروق الشرع وزیر امور خارجه سوریه در ۱۹۹۲ از ارمنستان بازدید کرد.
سوریه کوتاه مدتی پس از فروپاشی اتحاد شوروی با ارمنستان روابط دیپلماتیک برقرار کرد. حافظ اسد رئیس جمهور سوریه تا حدی به خاطر جامعه بزرگ ارمنی در سوریه روابط خوبی با این کشور حفظ کرد. در حدود ۱۲۰ هزار ارمنی‌تبار در سوریه زندگی می‌کنند که در شهرهای کسب و الیعقوبیه اکثریت را تشکیل می‌دهند و در حیات سیاسی سوریه نقش آفرینی می‌کنند.